# レイモンド・マッセイ
レイモンド・マッセイ（Raymond Massey、1896年8月30日 - 1983年7月29日）は、カナダ・オンタリオ州トロント出身の俳優。レイモンド・マッシーと表記されることもある。日本ではジェームズ・ディーン主演の映画『エデンの東』の厳格な父親役で知られる。女優アンナ・マッセイは2番目の妻アドリアンヌ・アレンとの間に生まれた娘。

## 来歴
1896年にカナダ・オンタリオ州トロントの裕福な家庭に生まれる。父チェスター・ダニエル・マッセイはマッセイ・ファーガソン社のオーナーである。マッセイ家はイングランドからアメリカを経てカナダに移住した家系で、母親も父方の祖母もアメリカ人である。また、兄ヴィンセント・マッセイは第61代（1952年 - 1959年）カナダ総督で史上初のカナダ生まれの総督である。トロント大学を卒業後、第一次世界大戦に従軍し、1918年にシベリアのアメリカ占領軍に送られる。そこで初めて舞台に立ち、演技の魅力を知る。フランスでの戦闘で重傷を負ったためにカナダに帰国する。その後、家業を手伝うようになるが役者になる夢を捨て切れずに過ごす。
1922年にロンドンの舞台に立ち、プロの俳優としてのキャリアをスタートさせる。1929年のイギリス映画『High Treason』で映画デビューし、1940年の映画『エイブ・リンカーン』で第13回アカデミー賞の主演男優賞にノミネートされる（受賞はならず）。
第二次世界大戦が起こるとカナダ軍に再入隊するが実際に軍役につくことはなかった。戦後、アメリカ合衆国に帰化する。
1950年代から1960年代にかけてはテレビドラマでも活躍する。
1983年に肺炎で死去。奇しくも俳優デヴィッド・ニーヴンも同じ日に死去した。

## 主な出演作品
| 公開年    | 邦題 原題                                           | 役名                         | 備考                                |
| --------- | --------------------------------------------------- | ---------------------------- | ----------------------------------- |
| 1932      | 魔の家 The Old Dark House                           | フィリップ・ウェーバートン   |                                     |
| 1934      | 紅はこべ The Scarlet Pimpernel                      | ショーヴラン                 |                                     |
| 1936      | 来るべき世界 Things to Come                         | John Cabal/Oswald Cabal      |                                     |
| 1937      | 無敵艦隊 Fire Over England                          | フェリペ2世                  |                                     |
| 1937      | ゼンダ城の虜 The Prisoner of Zenda                  | Black Michael                |                                     |
| 1937      | ハリケーン The Hurricane                            | DeLaage                      |                                     |
| 1938      | 太鼓 The Drum                                       | Prince Ghul                  |                                     |
| 1940      | エイブ・リンカーン Abe Lincoln in Illinois          | エイブ・リンカーン           |                                     |
| 1940      | カンサス騎兵隊 Santa Fe Trail                       | ジョン・ブラウン             |                                     |
| 1941      | 潜水艦轟沈す 49th Parallel                          | アンディ・ブロック           |                                     |
| 1942      | 絶海の嵐 Reap the Wild Wind                         | キング・カトラー             |                                     |
| 1942      | 戦場を駈ける男 Desperate Journey                    | Major Otto Baumeister        |                                     |
| 1942      | 北大西洋 Action in the North Atlantic               | スティーヴ・ジャーヴィス     |                                     |
| 1944      | 毒薬と老嬢 Arsenic and Old Lace                     | ジョナサン・ブリュースター   |                                     |
| 1944      | 飾窓の女 The Woman in the Window                    | フランク                     |                                     |
| 1945      | 戦慄のベルリン地下組織 Hotel Berlin                 | Arnim von Dahnwitz           |                                     |
| 1945      | 空軍極秘作戦 God Is My Co-Pilot                     | クレア・リー・シェンノート   |                                     |
| 1946      | 天国への階段 A Matter of Life and Death             | アブラハム・ハーラン         |                                     |
| 1947      | 失われた心 Possessed                                | ディーン・グラハム           |                                     |
| 1949      | 摩天楼 The Fountainhead                             | ゲイル                       |                                     |
| 1949      | 山のロザンナ Roseanna McCoy                         | ランダル・マッコイ           |                                     |
| 1950      | 大空への挑戦 Chain Lightning                        | レランド・ウィリス           |                                     |
| 1950      | 西部のバリケード Barricade                          | ボス・クルーガー             |                                     |
| 1950      | ダラス Dallas                                       | ウィル・マーロウ             |                                     |
| 1951      | グレートロックの決斗 Sugarfoot                      | ジャコブ・スティント         |                                     |
| 1951      | 愛欲の十字路 David and Bathsheba                    | ナタン                       |                                     |
| 1951      | 六年目の誘惑 Come Fill the Cup                      | ジョン                       |                                     |
| 1952      | 西部のガンベルト Carson City                        | ビッグ・ジョン・デイヴィス   |                                     |
| 1955      | 凶弾の舞台 Prince of Players                        | ユリウス・ブルータス・ブース |                                     |
| 1955      | 愛欲と戦場 Battle Cry                               | スニップス                   |                                     |
| 1955      | エデンの東 East of Eden                             | アダム・トラスク             |                                     |
| 1955      | 七匹の無法者 Seven Angry Men                        | ジョン・ブラウン             |                                     |
| 1957      | マイヤーリング Mayerling                            | 首相                         | テレビ映画                          |
| 1957      | 勇者カイヤム Omar Khayyam                           | The Shah                     |                                     |
| 1958      | 裸者と死者 The Naked and the Dead                   | カミングス                   |                                     |
| 1961-1966 | ドクター・キルデア Dr. Kildare                      | Dr. Leonard Gillespie        | テレビシリーズ、191エピソードに出演 |
| 1962      | 西部開拓史 How the West Was Won                     | アブラハム・リンカーン       |                                     |
| 1969      | マッケンナの黄金 Mackenna's Gold                    | 牧師                         |                                     |
| 1973      | 大統領専用機遭難す The President's Plane Is Missing | フリーマン・シャーキー       | テレビ映画                          |

## その他
- ハリウッド・ウォーク・オブ・フェームに映画とテレビの2つで名前が刻まれている。
- カナダ出身でありながら映画でカナダ人を演じたのは1941年のイギリス・カナダ合作映画『潜水艦轟沈す』のみである。
- カナディアン・ウイスキー（ライ麦ウィスキー）とジンジャー・シロップ、シャンパンで作られるカクテル「レイモンド・マッセイ（英語版）」はマッセイから名前が付けられている。主にマッセイの故郷であるトロントで飲まれている。